# 安妮女王復仇號
34°41′44″N 76°41′20″W / 34.69556°N 76.68889°W
安妮女王復仇號（Queen Anne's Revenge） 是18世紀海盜黑鬍子的旗艦。常見的說法是這艘船原為1710年在布里斯托爾建造的一艘商船“和諧號”（Concord） ，但這一說法可能並不正確。
不過可以肯定的是，在被黑鬍子于1717年11月28日奪取之前，它曾被法國人用作武裝商船用以運輸奴隸。得到這艘船之後，黑鬍子用它搶劫了許多財富，但他只用了這艘船不到一年時間。
1718年6月10日，黑鬍子駕駛的安妮女王復仇號在北卡羅來納上桅帆灣（Topsail Inlet，今博福特灣）擱淺。擱淺之後黑鬍子和他的船員換用了別的小船。1996年11月21日，安妮女王復仇號的殘骸在梅肯堡州立公園（Fort Macon State Park）沿海8.5米（28英尺）深的水下發現，後被列入美國國家史蹟名錄。

## 重新發現
1996年11月21日，一家叫做“Intersal Inc.”的私人公司在梅肯堡州立公園（Fort Macon State Park，34°41′44″N 76°41′20″W）沿海8.5米（28英尺）深的水下發現了這艘船的殘骸，海洋考古學家大衛·摩爾（David Moore）為此次行動提供了幫助。船上只發現了31門火炮，火炮大小不一，產地也不一（包括瑞典、英格蘭，可能還包括法國），此外還有250,000件其他物品。
1998年，該公司與北卡羅來納自然和文化資源部（North Carolina Department of Natural and Cultural Resources）、海洋研究所（Maritime Research Institute）達成共識，同意放棄船上金幣和其他貴重金屬的所有權，以保證沉船遺址的完整。作為回報，該公司獲得了安妮女王復仇號的複製權等其他權益。
2011年8月29日，國家地理學會報道稱北卡羅來納州政府正式承認這艘沉船就是安妮女王復仇號。

## 外部連接
- 考古地址 （页面存档备份，存于）, North Carolina Department of Cultural Resources
- Blackbeard's Ship Confirmed off North Carolina （页面存档备份，存于） National Geographic News
- Piracy worries in pirate pursuit Blackbeard （页面存档备份，存于）, Baltimore Sun
- Philip Masters, True Amateur of History, Dies at 70 （页面存档备份，存于）, New York Times
- National Register of Historic Places （页面存档备份，存于）, National Park Service
- Scientists Show Relics From Ship Fit For Pirate, Possibly Blackbeard （页面存档备份，存于）, Chicago Tribune